# Skala S
Skala S eller spor S er modeltog i størrelsesforholdet 1:64 og som standard med sporvidden 22,5 mm. Skalaen er sjælden på det europiske kontinent men forekommer i noget omfang i Storbritannien og USA.

## Sporvidder
På det europæiske kontinent reguleres skala S af organisationen MOROP i deres NEM-normer. Som standard benyttes sporvidden 22,5 mm, der svarer til normalspor (1435 mm) i virkeligheden. Desuden findes der fire former for smalspor: skala Sm med 16,5 mm sporvidde, skala Se med 12 mm, skala Si med 9 mm svarende til 600 mm samt skala Sp med 6,5 mm. Disse smallere sporvidder er i øvrigt de samme, der benyttes for normalspor i hhv. skala H0 (1:87), skala TT (1:120), skala N (1:160) og skala Z (1:220)
I Nordamerika er det National Model Railroad Association (NMRA), der står for normerne, men med den traditionelle amerikanske brug af fod og tommer som måleenheder er resultatet lidt anderledes. Standard er sporvidden 22,4 mm svarende til normalspor (1435 mm eller 4 fod, 8½ tomme). Som smalspor findes skala Sn3½ med sporvidden 16,5 mm, skala Sn3 med 14,3 mm, skala Sn2½ med 12 mm samt skala Sn2 med 9,6 mm.

### Europa
| Skala   | Betegnelse   | Sporvidde i model | Sporvidde i virkeligheden | Omfatter sporvidderne    |
| ------- | ------------ | ----------------- | ------------------------- | ------------------------ |
| S       | Normalspor   | 22,5 mm           | 1435 mm                   | fra 1250 mm til 1700 mm  |
| Sm      | Meterspor    | 16,5 mm           | 1000 mm                   | fra 850 mm til < 1250 mm |
| Se      | Smalspor     | 12 mm             | 0750 mm, 760 mm og 800 mm | fra 650 mm til < 850 mm  |
| Si (Sf) | Smalspor     | 09 mm             | 0500 mm og 600 mm         | fra 400 mm til < 650 mm  |
| Sp      | Parkjernbane | 06,5 mm           | 0381 mm                   | fra 300 mm til < 400 mm  |

### Nordamerika
| Skala | Betegnelse | Sporvidde i model | Sporvidde i virkeligheden |
| ----- | ---------- | ----------------- | ------------------------- |
| S     | Normalspor | 22,4 mm           | 1435 mm (4 fod 8½ tomme)  |
| Sn3½  | Kapspor    | 16,5 mm           | 1067 mm (3 fod)           |
| Sn3   | Smalspor   | 14,3 mm           | 0914 mm (3 fod)           |
| Sn2½  | Smalspor   | 12 mm             | 0762 mm (2½ fod)          |
| Sn2   | Smalspor   | 09,6 mm           | 0610 mm (2 fod)           |

## Udvalgte producenter
På det europæiske kontinent har skala S længe været en sjældenhed, men der har dog været flere producenter på banen.
Den tyske producent af tilbehør til modeltog Faller fik i slutningen af 1950'erne licens til den amerikanske elektriske racerbane Slotcar, som den i omkring to årtier markedsførte som Faller AMS (Auto-Motor-Sport) som tilbehør til modeljernbaner i skala H0. Der blev endda lavet jernbaneoverskæringer og mulighed for at læsse biler op på godsvogne. Systemet passede dog størrelsesmæssigt bedre til skala S, idet bilerne omtrent var i størrelsesforholdet 1:67 og således klart større end skala H0. 
Ved slutningen af anden verdenskrig oprettede Carl-Liebmann-Metallwerke, der koncentrerede sig om produktion af legetøjstog. Firmaet producerede modeller i skala S efter at have opgivet produktion til skala 0 (1:45). I 1951 blev den overtaget af den østtyske stat og omdøbt til VEB Metallwarenfabrik Stadtilm. Produktionen af legetøjstog ophørte i 1964.
Metallspielwarenfabrik Weimar (MSW) fremstillede ligeledes lokomotiver, vogne og tilbehør til skala S men foretog dog visse forenklinger af modellerne, da det sparede ressourcer til både produktion og materialer.
I Nürnberg fremstillede firmaet Karl Bub udover modeller til skala 0 også enkelte til skala S.